# Thomas Berry (Politiker)
Thomas Matthew Berry (* 23. April 1879 in Paddock, Nebraska; † 30. Oktober 1951 in Rapid City, South Dakota) war ein US-amerikanischer Politiker und von 1933 bis 1937 der 14. Gouverneur von South Dakota.

## Frühe Jahre
Thomas Berry besuchte die örtlichen Schulen in O’Neal in Nebraska. Im Jahr 1897 zog er nach South Dakota. Über das Gregory County und das Todd County gelangte er schließlich in das Mellette County. Dort baute er sich eine 120 Quadratkilometer große Ranch auf, auf der er Vieh und Reitpferde züchtete. Berry war Mitglied der Demokratischen Partei. Zwischen 1925 und 1931 war er Abgeordneter im Landesparlament von South Dakota und Mitglied im Verwaltungsrat des Custer Nationalparks (Custer State Park). 1932 wurde er als Kandidat seiner Partei zum neuen Gouverneur von South Dakota gewählt. Dabei profitierte er von dem bundesweiten Trend zu Gunsten der Demokraten, dessen Höhepunkt die Wahl von Franklin D. Roosevelt zum neuen US-Präsidenten war.

## Gouverneur von South Dakota
Thomas Berry trat sein neues Amt am 3. Januar 1933 an. Nach einer Wiederwahl im Jahr 1934 konnte er bis zum 5. Januar 1937 im Amt bleiben. In diese Zeit fiel die allmähliche Erholung des Landes von den Folgen der großen Wirtschaftskrise, die das Land seit 1929 heimgesucht hatte. Dabei profitierte er vor allem von der New-Deal-Politik Roosevelts, die er unterstützte. Zwischen 1935 und 1936 war er auch Bundesbeauftragter für die Umsetzung dieser Politik in South Dakota (Federal Relief Administrator). Berry gelang es in der Zeit, auch die Staatsverschuldung zu reduzieren und eine Arbeitslosenversicherung in South Dakota einzuführen. Die Eigentumssteuer wurde abgeschafft und stattdessen eine Umsatzsteuer eingeführt. 1936 bewarb sich Thomas Berry um eine dritte Amtszeit. Diesmal unterlag er aber in den Wahlen dem Republikaner Leslie Jensen.

## Weiterer Lebenslauf
In den Jahren 1938 und 1942 bewarb sich Berry jeweils erfolglos um einen Sitz im US-Senat. Dafür war er zwischen 1942 und 1947 Präsident der Farm Credit Administration, eine Organisation zur Kontrolle der den Farmern gewährten Kredite. Thomas Berry starb im Oktober 1951. Er war mit Lorena McClein verheiratet, mit der er vier Kinder hatte.